# Stazione di Belluno
La stazione di Belluno è la stazione ferroviaria principale dell'omonima città, posta sulla ferrovia Calalzo-Padova e sulla ferrovia Belluno-Conegliano.
È gestita da Rete Ferroviaria Italiana ed è servita da treni regionali di Trenitalia.

## Storia
La prima stazione di Belluno, posta nell'attuale piazza Cesare Battisti, fu aperta il 10 novembre 1886 con il completamento della linea da Treviso. La realizzazione e apertura nel 1912 della nuova linea per Calalzo imponeva di fare una lunga e scomodissima retrocessione fino alla località denominata Bivio Cadore (nei pressi di via San Gervasio). Per questo motivo, si decise quindi di fare una nuova stazione più a nord.
Il nuovo fabbricato viaggiatori fu inaugurato il 28 ottobre 1928 su progetto dell'architetto Roberto Narducci: sviluppato su due piani, presenta al centro un caratteristico orologio. Il giardino che fiancheggia la stazione è invece del 1940, su progetto dell'architetto Alberto Alpago Novello. Per un breve periodo, il capoluogo dolomitico poté vantare di avere 2 stazioni ferroviarie denominate Belluno Centrale (vecchia e successivamente demolita) e Belluno Vignetta/Succursale (oggi Belluno).

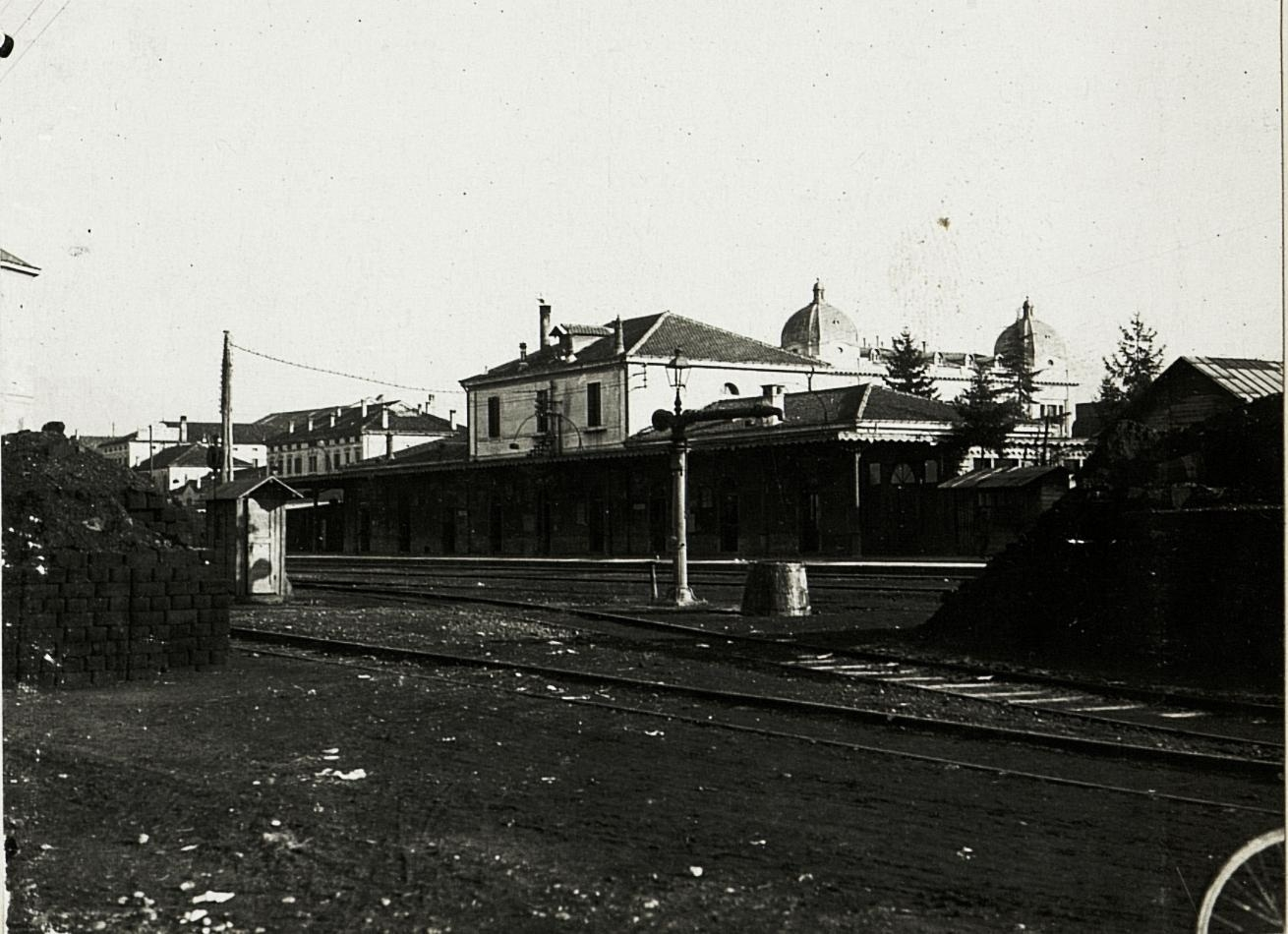
La vecchia stazione "Belluno Centrale" vista dal viale della Caserma Fantuzzi. Sarà demolita intorno al 1933 per far posto alle nuove scuole elementari

La stazione è stata (ed è tuttora) un punto fondamentale per l'arrivo di numerosi militari provenienti da tutta Italia per lo svolgimento del servizio militare, anche grazie alla vicinanza con le caserme. Infatti la canzone Dove fermano i treni di Luciano Ligabue, contenuta nell'album Sopravvissuti e sopravviventi del 1993, è dedicata alla stazione di Belluno dall'autore che ha svolto il servizio militare a Belluno.

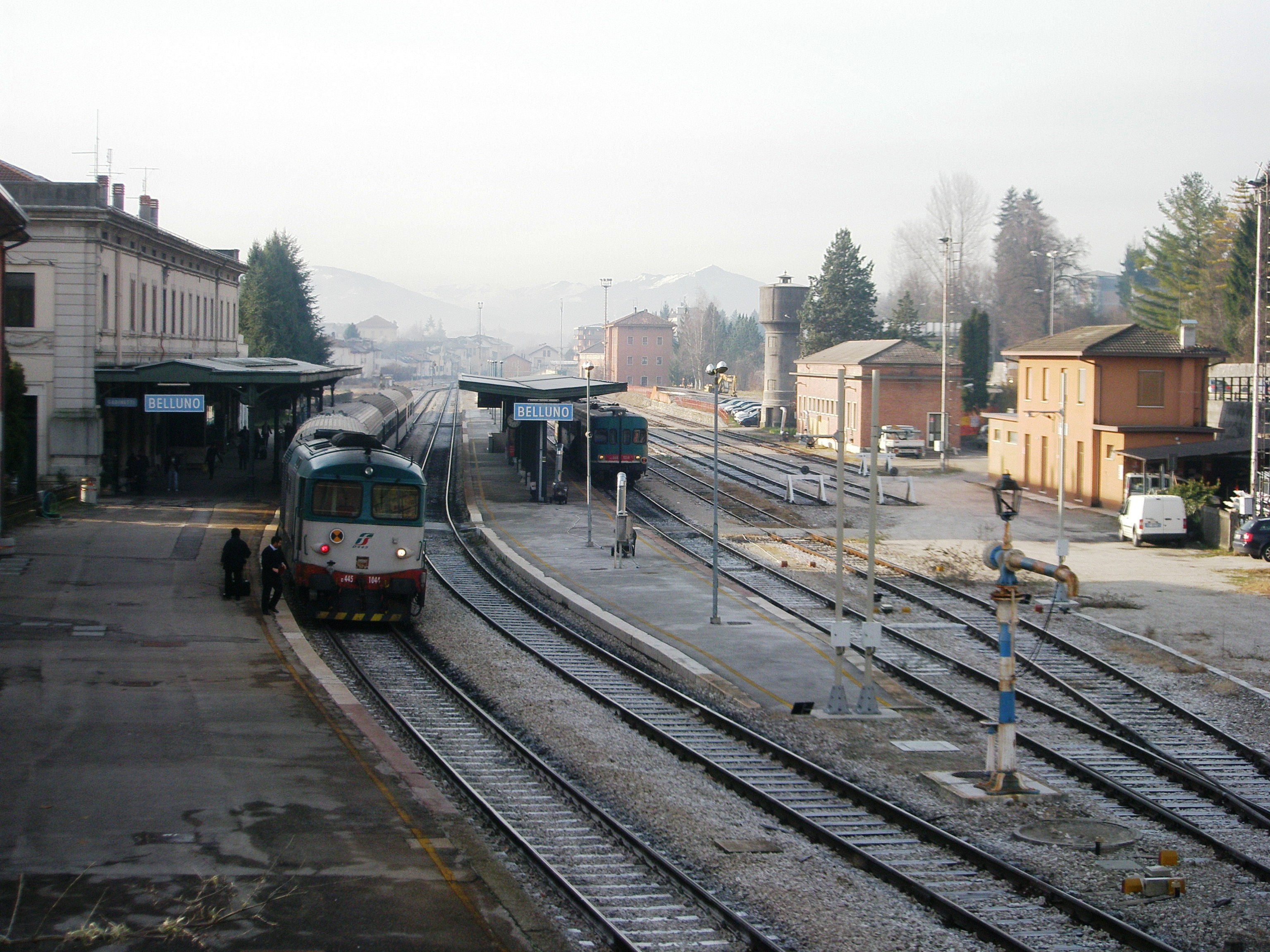
L'insieme dei binari della stazione; al binario 1 un treno appena giunto da Padova

## Strutture e impianti

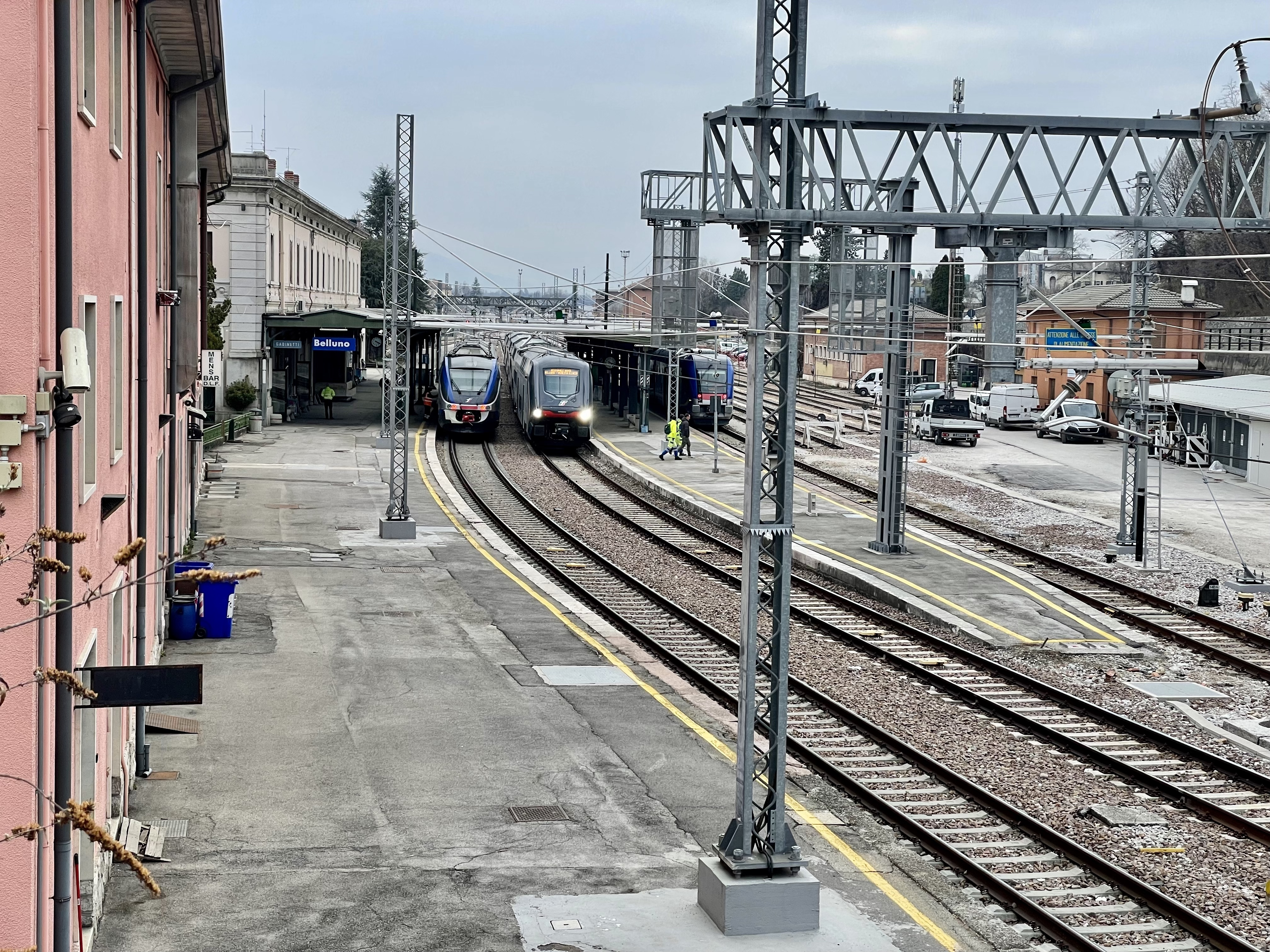
Stazione di Belluno, febbraio 2022. Sul 1º binario è appena arrivato un Minuetto proveniente da Calalzo-Pieve di Cadore-Cortina, in 2º binario è pronto per partire un Rock per Venezia S.L. e in 3º binario uno Swing si sta preparando per tornare a Treviso C.le.

La stazione dispone di 3 binari passanti, di 4 binari tronchi usati per il ricovero dei treni, 3 aste e di un binario per il rifornimento di gasolio dei treni Diesel.
In passato, disponeva anche di un’asta “giardino” situata tra il 2 e 3 binario (oggi rimossa) e di una Rimessa Locomotive con piattaforma girevole (demolite nell’aprile 2022 per far posto a un edificio di RFI che ospiterà il nuovo nucleo di manutenzione T.E. di Belluno). Fino a maggio 2011 ospitava anche la sala del DCO Cadore, poi trasferito a Mestre.
È sede di manutenzione di RFI.
Fino al 2018, la partenza dei treni avveniva tramite segnali comuni a più binari e con il nulla osta del Dirigente Movimento mentre la circolazione era affidata a un vecchio impianto ACE e controllata dal SSC. Inoltre, la linea Treviso-Calalzo era interrotta a Belluno poiché il corretto tracciato da Treviso avveniva sul secondo binario mentre il corretto tracciato per il Cadore/Conegliano avveniva sul primo binario.
Dal 22 dicembre 2018, grazie ad una totale ristrutturazione del piazzale ferroviario, le partenze dei treni avvengono grazie a nuovi segnali distinti per binario comandati da un impianto ACCM dal DM di Belluno, la marcia del treno è controllata dal SCMT e il corretto tracciato a Belluno è stato spostato sul primo binario.
Dal 13 giugno 2021, grazie all'attivazione dell'elettrificazione della linea Conegliano-Ponte nelle Alpi e del tratto fino a Belluno, la stazione è in grado di accogliere treni elettrici oltre che Diesel.
Attualmente sono in corso i lavori di elettrificazione sulla linea Belluno-Treviso (via Montebelluna).
Da aprile 2024, la stazione è soggetta ad un pesante restyling che vede l’innalzamento dei marciapiedi, il recupero delle pensiline e l’installazione degli ascensori, così da permettere un accesso più facile alle carrozzine e alle persone con mobilità ridotta.

## Movimento
La stazione è servita da treni regionali svolti da Trenitalia nell'ambito del contratto di servizio stipulato con la Regione Veneto. Il flusso di passeggeri è in media di 1.000.000 l'anno.
Al 2018 sono garantiti collegamenti diretti giornalieri da e verso Padova, Treviso, Conegliano, Venezia e Calalzo di Cadore, oltre ad un collegamento nelle giornate festive da e per Vicenza. A causa dei lavori di elettrificazione della ferrovia della Val Lapisina nel periodo 2018-2021, sono stati eliminati i collegamenti diretti col capoluogo veneto.
Dall'estate 2021, a completamento dei lavori, sono stati reintrodotti e aumentati i collegamenti diretti tra Belluno e Venezia.
In passato, la stazione vedeva il passaggio della "Freccia delle Dolomiti" Calalzo-Milano e dell'espresso Calalzo-Roma; inoltre era stazione capolinea del treno espresso straordinario barellato Belluno-Lourdes.

## Interscambi
Dall'antistante autostazione partono le corriere di linea extraurbane di Dolomiti Bus, oltre che di altri operatori. Gli autobus urbani fermano invece nella vicina via Dante.

## Servizi
La stazione viene classificata da parte di RFI nella categoria "Silver", inoltre dispone di:
- Biglietterie, con sportello e automatiche
- Sottopassaggio pedonale
- Bar
- Stazione video sorvegliata
- Annuncio sonoro arrivo e partenza treni

- Posto di Polizia ferroviaria
- Servizi igienici
- Capolinea autolinee urbane
- Capolinea autolinee extraurbane
- Taxi
- Parcheggi
- Informazioni e assistenza

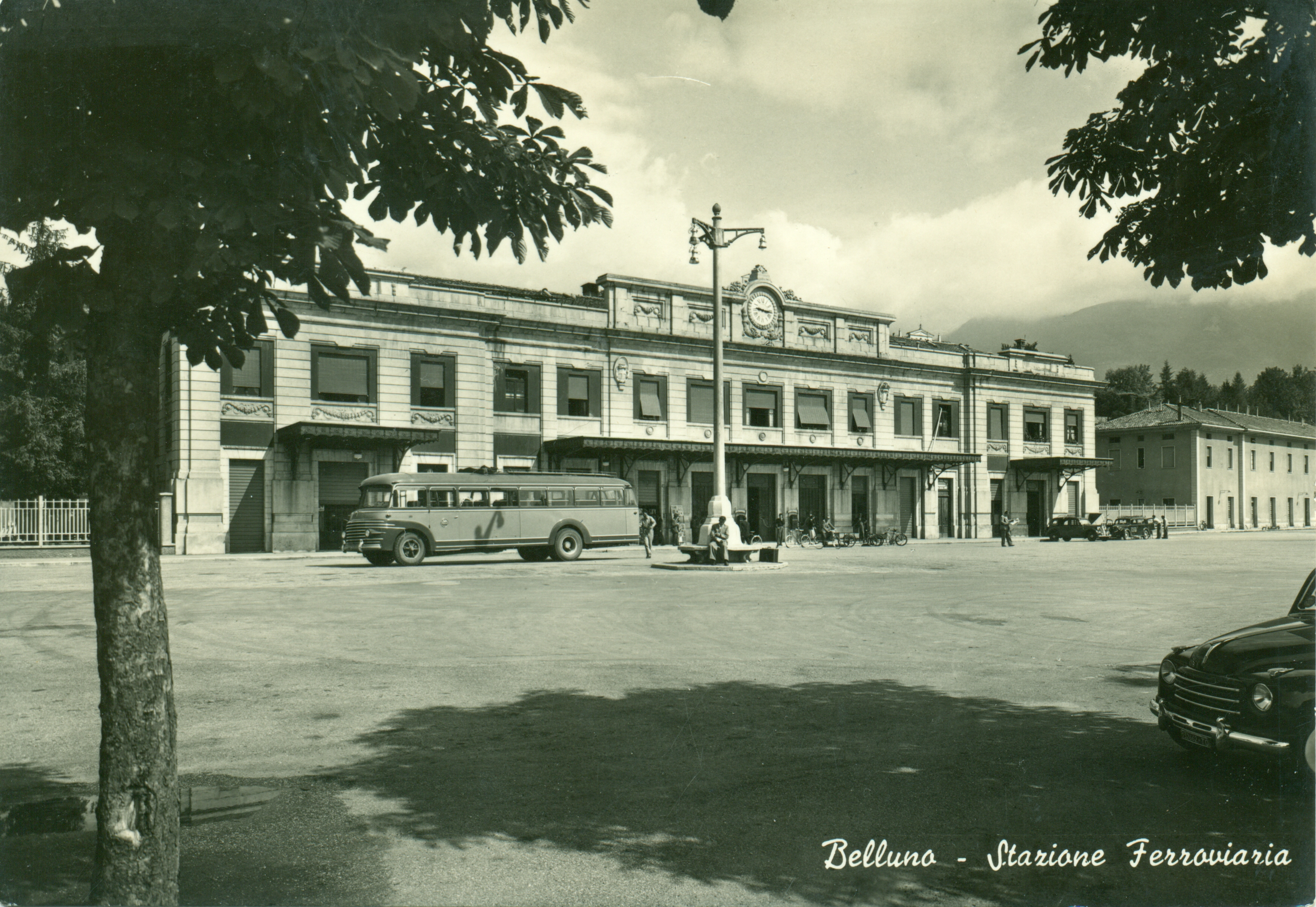
La stazione in una cartolina degli anni '50.